# أسكي محلة (هرازبي الجنوبي)
أسکي محلة (بالفارسية: اسکی محله) هي قرية تقع في إيران في قسم هرازبي الجنوبی الريفي. يقدر عدد سكانها بـ 770 نسمة .